# Vila João Pessoa
Vila João Pessoa é um bairro da zona leste da cidade brasileira de Porto Alegre, capital do estado  do Rio Grande do Sul. Foi criado pela Lei 2.022 de 7 de dezembro de 1959. Em 2019 o bairro contava com:  13.041 habitantes, distribuídos por seus 112,2 hectáres, com uma densidade populacional de 11.622,99 hab./km². A taxa de analfabetismo do bairro era de 3,18%, levemente menor que o índice geral de Porto Alegre que era de 3,86%. A renda média era de 2,88 salários mínimos por domicílio. O seu Índice de Desenvolvimento Humano Municipal é de 0,770 abaixo em comparação o índice de 0,805 da cidade.

## História
A Vila João Pessoa é descrita nos livros sobre a história de Porto Alegre como o primeiro núcleo suburbano desenvolvido na capital. Seus primeiros moradores chegaram no local em torno da década de 1940. Após estes primeiros assentamentos, houve um grande movimento em direção à Vila, situação que logo foi colocada como problema para os urbanistas de Porto Alegre.
Apesar de ser considerada a primeira vila "oficial" de Porto Alegre, a Vila João Pessoa logo foi perdendo seu posto para outras aglomerações populacionais que se formaram, graças ao desenfreado desenvolvimento urbano da cidade.

## Pontos de referência
Áreas verdes
- Praça da Amizade
- Praça Francisco Alves

Educação
- Escola Adventista de Ensino Fundamental do Partenon
- Escola Estadual de Ensino Fundamental Jerônimo de Albuquerque
- Escola Nossa Senhora do Brasil

Outros
- Igreja São Judas Tadeu.[3]

## Limites atuais[4]
Avenida Outeiro, da esquina da Avenida Bento Gonçalves até a Avenida Veiga; desta, até a Avenida Rocio; desta, até seu ponto terminal; e, daí, por uma linha reta, seca e imaginária, na direção norte/sul, até o extremo sul do Arroio do Moinho; por este arroio, na direção sul/norte, até a Rua Angelo Barcelos; deste ponto, até encontrar a junção da Rua 20 de Dezembro com a Rua Dona Firmina; desta, até a Rua 26 de Dezembro; e, daí, até a Avenida Bento Gonçalves, seguindo na direção leste/oeste até a Avenida Outeiro.

### Bibliográficas
- SANHUDO, Ary da Veiga. Crônicas da minha cidade. vol.2. Porto Alegre: Editora Movimento/Instituto Estadual do Livro, 1975.
- Dados do censo/IBGE 2000.

## Galeria de imagens

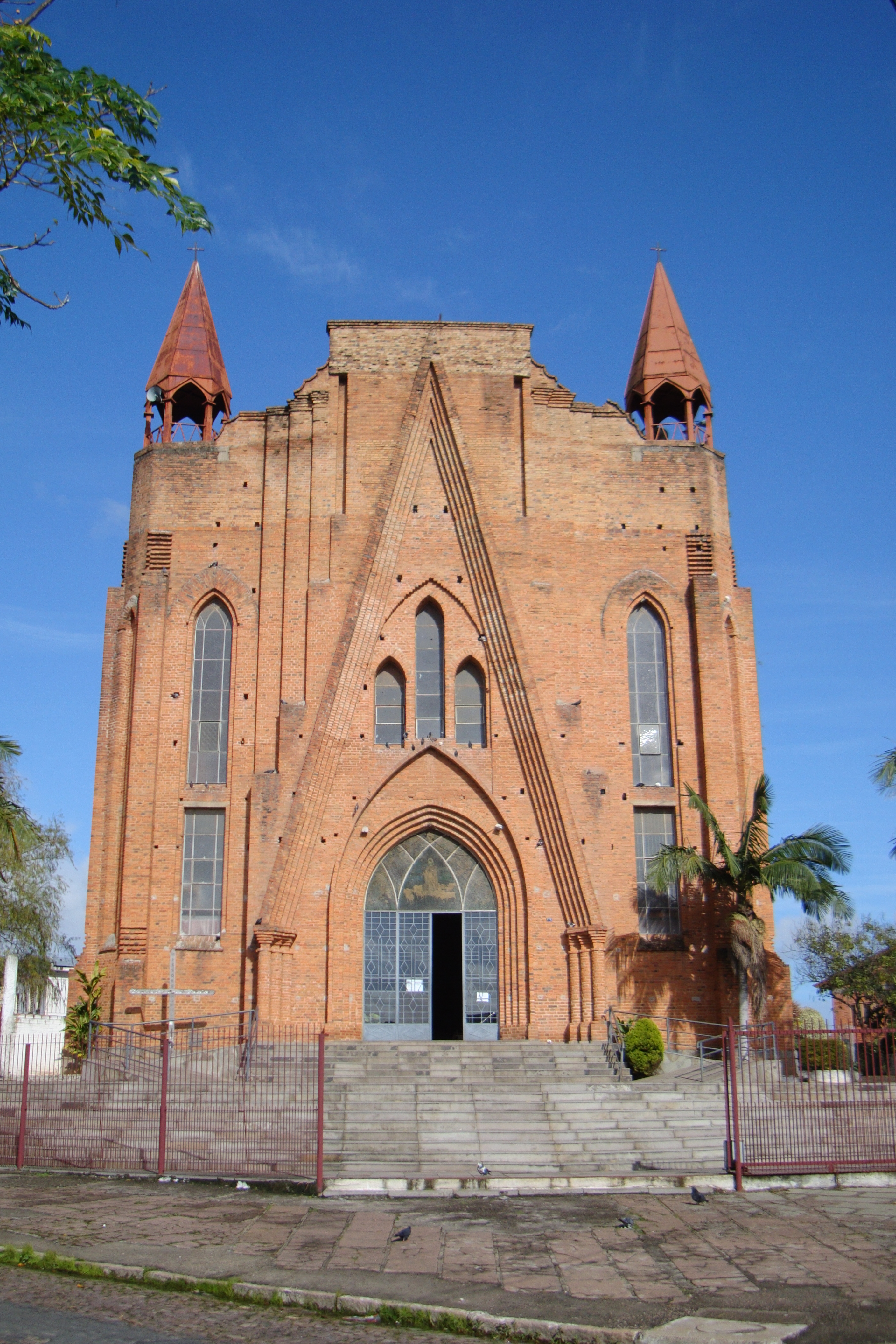
Igreja São Judas Tadeu
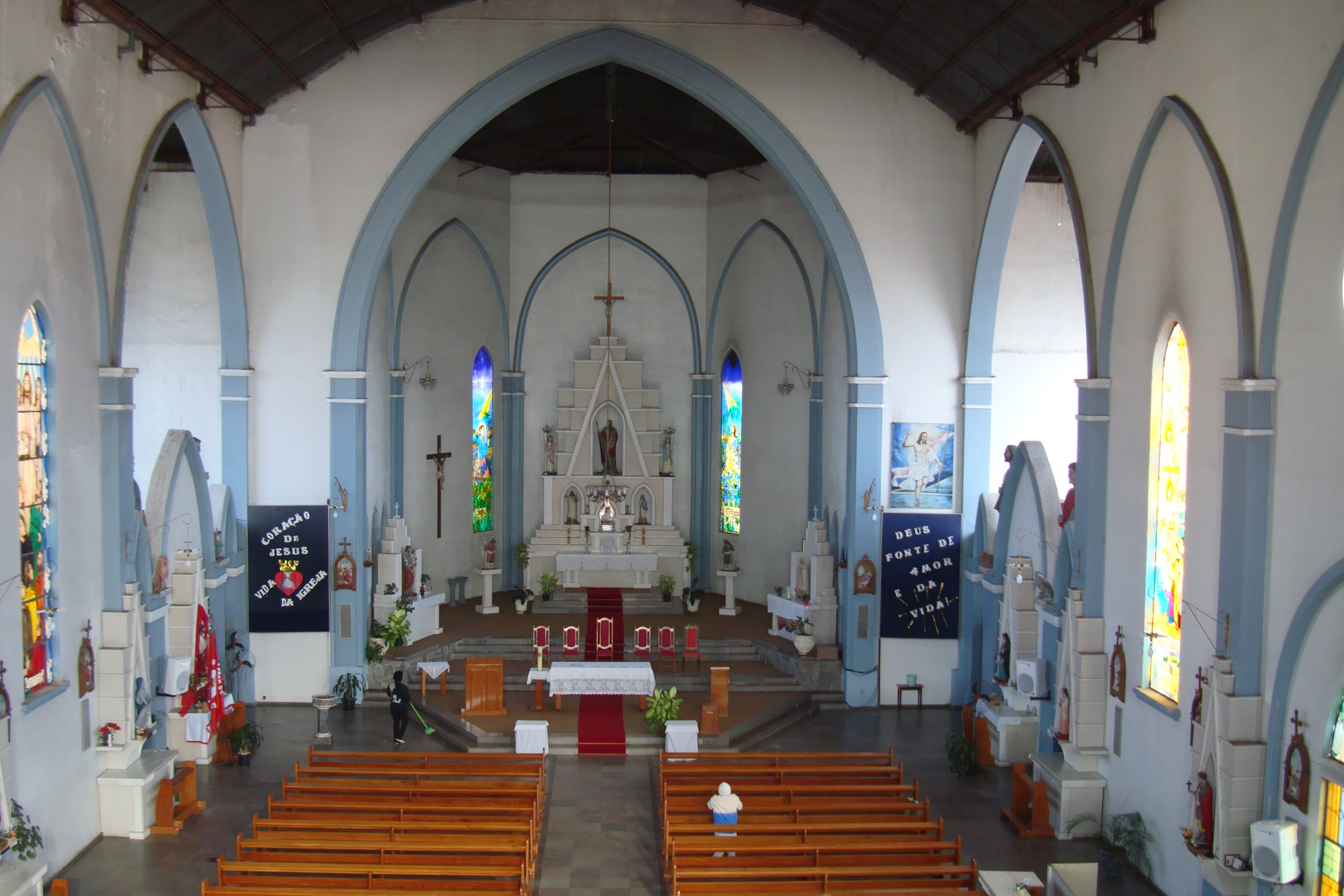
Interior da Igreja São Judas Tadeu